# Pseudomma izuensis
Pseudomma izuensis är en kräftdjursart som beskrevs av Murano 1966. Pseudomma izuensis ingår i släktet Pseudomma och familjen Mysidae. Inga underarter finns listade i Catalogue of Life.